# Прончищев, Пётр Иванович
Пётр Иванович Прончищев (ум. в 1700) — думный дворянин, посол в Швеции, полковой воевода в Чугуеве.

## Биография
Его имя, со званием стольника, встречается в разрядных книгах ещё под 1667 годом. В 1670-х годах он очень часто назначался «головою у сотни жильцов» при торжественных встречах за городом иноземных послов, приезжавших к государю в Москву.
Около 1682 года он был пожалован из стольников в думные дворяне, а в 1685 году отправлен с посольством в Швецию. В 1687 году Прончищев был полковым воеводой в Чугуеве.
Был назначен во Владимирский Судный Приказ, когда именно неизвестно, но оставался там до 1699 года, т. е. до упразднения этого Приказа.
Скончался в 1700 году.